# Shōta Horie
Shōta Horie (jap. 堀江翔太 Horie Shōta; ur. 21 stycznia 1986 w Osace) – japoński rugbysta występujący na pozycji młynarza, reprezentant kraju, trzykrotny uczestnik pucharu świata.
W rugby zaczął grać w piątej klasie szkoły podstawowej, w wieku jedenastu lat. Podczas studiów na Teikyo University grał w akademickim zespole. Będąc jego kapitanem doprowadził go do czołowej czwórki mistrzostw kraju. Przez dwa sezony był następnie członkiem nowozelandzkiej akademii rugby Canterbury, trenując z takimi zawodnikami jak Sam Whitelock i Kieran Read.
W 2008 roku związał się z klubem Sanyo Wild Knights, w którym pozostał również po przekształceniu w Panasonic Wild Knights. Triumfował z nim w 46., 47. i 51. edycji All-Japan Rugby Football Championship oraz mistrzostwach kraju w sezonach 2010/11 i 2013/14, występując także w trzeciej linii młyna. Czterokrotnie był wybierany do najlepszej piętnastki ligi, dodatkowo raz zdobywając tytuł MVP tych rozgrywek.
W maju 2012 roku przybył do Nowej Zelandii, gdzie na poziomie klubowym związał się z Zingari-Richmond RFC, starając się zdobyć miejsce w składzie Otago. Otago nie mogło zaproponować mu kontraktu ze względu na trudną sytuację finansową, jednak w jego barwach w rozgrywkach ITM Cup 2012 rozegrał następnie pięć spotkań.
Jego celem była gra w Super Rugby, jednak drogę do składu Highlanders blokowali mu inni zawodnicy, m.in. Andrew Hore. Pod koniec 2012 roku podpisał zatem roczny kontrakt z Rebels, zostając pierwszym Japończykiem w australijskim zespole tych rozgrywek. Zagrał w sześciu spotkaniach tego sezonu i przedłużył konkrakt o kolejny.
W japońskiej kadrze po raz pierwszy zagrał 15 listopada 2009 roku, debiut uświetniając jednym z przyłożeń wysoko wygranego z Kanadyjczykami spotkania. Z reprezentacją zwyciężył w Asian Five Nations 2010, kwalifikując się tym samym do Pucharu Świata 2011. Znalazł się również w składzie na nowozelandzki turniej, gdzie rozegrał trzy spotkania. Triumfował także w Pucharze Narodów Pacyfiku 2011.
Żonaty z Yukari.